# 柳继增
柳继增（1954年—），辽宁营口人，中国男子篮球运动员、教练，原中国国家男子篮球队球员。1986年毕业于辽宁大学法律系。1994年和1996年曾分别担任中国国青女篮和中国女篮主教练。